# Alessandro Győr
Alessandro dei Győr (in ungherese Győr nembeli Sándor; ... – 1207), fu un nobile ungherese a cavallo tra il XII e il XIII secolo che ricoprì, per un breve periodo, la carica di ispán del comitato di Moson.

## Biografia
Alessandro discendeva dal ramo Óvár della famiglia nobiliare dei Győr, di origine tedesca, ed era uno dei cinque figli di Stefano I. Suoi fratelli furono il bano Mauro; il prelato e cancelliere Saulo, vescovo di Csanád e poi arcivescovo di Caloccia; Csépán, un potente aristocratico e palatino d'Ungheria e Pat, il quale ricoprì anche quella carica.
Un documento dell'epoca in cui visse riferisce che il suo soprannome fosse «Kubech». Qualche tempo dopo il 1199, i fratelli Győr fondarono un monastero benedettino in un loro feudo, Lébény, nel comitato di Giavarino. Lì vi edificarono anche una chiesa in stile romanico dedicata all'apostolo Giacomo il Maggiore. Alessandro si dimostrò un fedele sostenitore di Emerico d'Ungheria. Quando le armate magiare invasero la Serbia e poi la Bulgaria nel 1201 o 1202, Alessandro partecipò alla schermaglia contro Gubasel, che forse era un capo cumano legato allo zar bulgaro Kalojan. Per il suo servizio, gli furono concessi da Emerico i possedimenti di Bán (la moderna Bánovce nad Bebravou, in Slovacchia) e Sásony (oggi Winden am See, in Austria). Alessandro donò poi entrambi i possedimenti all'abbazia di Lébény. Nel 1207 ricoprì la carica di ispán del comitato di Moson, ma morì presto, poiché suo fratello Pat gli succedette in quell'anno. Quando il re Andrea II confermò le donazioni dei fratelli Győr all'abbazia di Lébény nel 1208, Alessandro era già indicato come persona deceduta.